# Catephia flavescens
Catephia flavescens är en fjärilsart som beskrevs av Butler 1889. Catephia flavescens ingår i släktet Catephia och familjen nattflyn. Inga underarter finns listade i Catalogue of Life.